# Powiat Dramburg

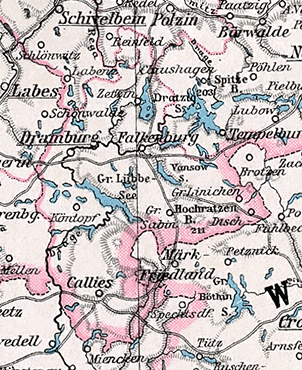
Mapa powiatu Dramburg z 1905 r.

Powiat Dramburg (niem. Landkreis Dramburg, Kreis Dramburg; pol. powiat drawski) – dawny powiat pruski, istniejący od 1816 do 1945. Należał do rejencji koszalińskiej, później do rejencji pilskiej w prowincji Pomorze. Teren dawnego powiatu znajduje się obecnie w Polsce, w województwie zachodniopomorskim.

## Historia
1 października 1932 do powiatu przyłączono trzy gminy pochodzące ze zlikwidowanego powiatu świdwińskiego (niem. Schivelbein). 1 października 1938 roku powiat włączono do rejencji pilskiej, zachowując przynależność do prowincji pomorskiej.
W 1939 roku powiat zamieszkiwało 43 383 osób, z czego 40 414 ewangelików, 1 161 katolików, 213 pozostałych chrześcijan i 33 Żydów.
Wiosną 1945 obszar powiatu zdobyły wojska 2 Frontu Białoruskiego Armii Czerwonej, a następnie przekazany polskiej administracji. Jeszcze w tym samym roku zmieniono nazwę powiatu na powiat drawski, nie zmieniając znacząco granic.
1 stycznia 1945 na terenie powiatu znajdowały się trzy miasta:
- Drawsko Pomorskie (niem. Dramburg), siedziba powiatu, 8 091 mieszkańców[2]
- Złocieniec (niem. Falkenburg), 8 623 mieszkańców[2]
- Kalisz Pomorski (niem. Kallies), 4 019 mieszkańców[2]

oraz 58 innych gmin i jeden obszar dworski.